# 第一代萨默塞特伯爵罗伯特·卡尔

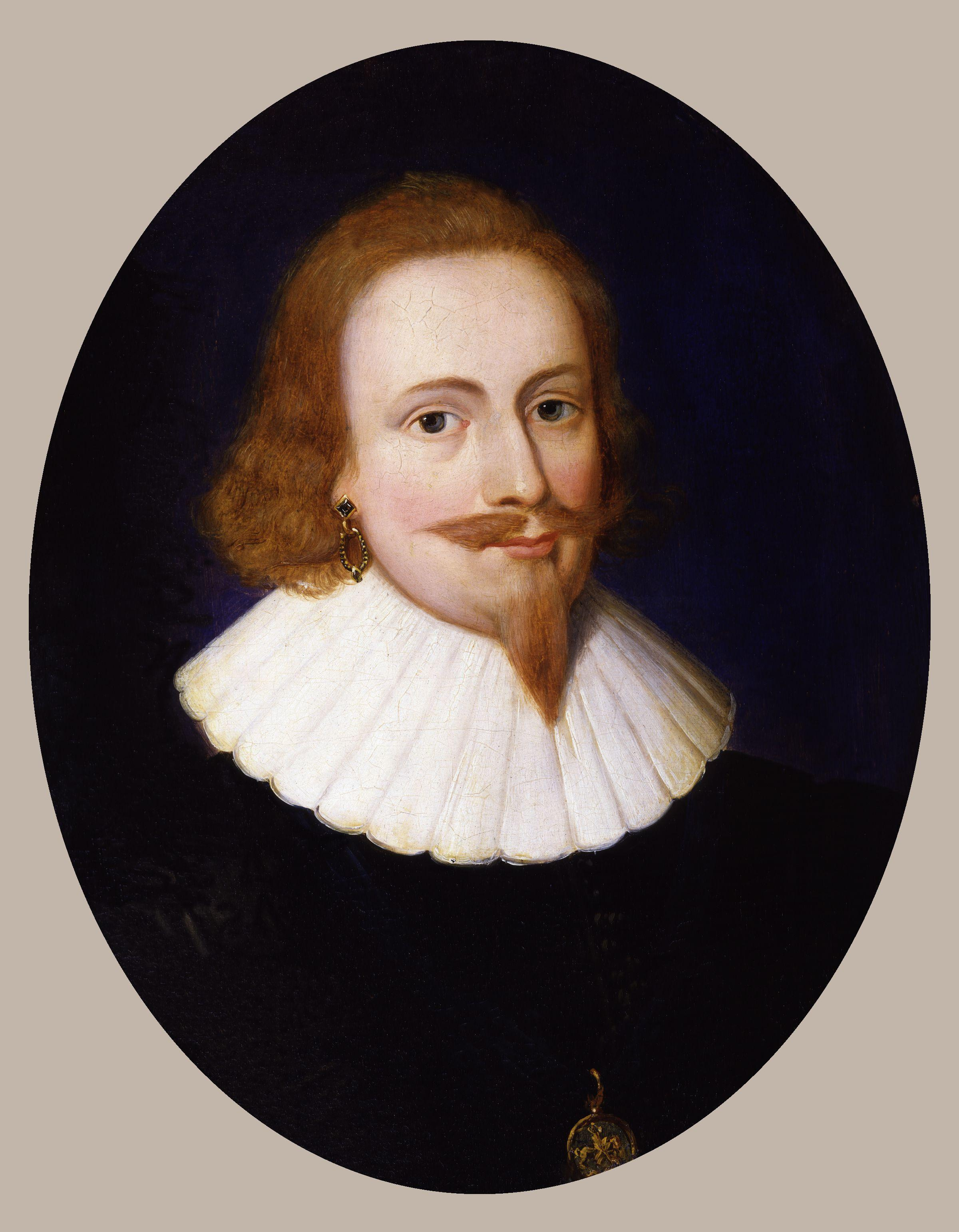
第一代萨默塞特伯爵罗伯特·卡尔

第一代萨默塞特伯爵罗伯特·卡尔（约1587年 – 1645年7月17日），是英國國王詹姆士六世及一世的大臣。詹姆士六世及一世曾教罗伯特·卡尔拉丁語。
1610年，由於英格蘭國會和國王之間出現矛盾，罗伯特·卡尔勸說国王解散國會。 
1614年，卡尔出任宮務大臣。 卡尔的女儿是第一代贝德福德公爵威廉·罗素的妻子。